# Richard Bengtsson
Richard Bengtsson, född 1980 i Stockholm, var mellan 2001 och 2004  ordförande för Svenska Scoutförbundet. Bengtsson var tidigare generalsekreterare för Landsrådet för Sveriges Ungdomsorganisationer, LSU. Tidigare arbetade han som politisk sekreterare för Folkpartiet Liberalerna i Solna kommun. Idag är han HR- och kommunikationschef för YrkesAkademin.  År 2005 tilldelades han ett Gustaf Adolfs-märke svensk scoutings näst högsta utmärkelse.